# 奧德諾利基夫
50°44′29″N 32°33′9″E / 50.74139°N 32.55250°E
奧德諾利基夫（烏克蘭語：Однольків），是烏克蘭北部的村莊，隸屬切爾尼希夫州的普里盧基區。該村始建於1715年，面積0.04平方公里，海拔高度122米，2001年人口47，人口密度每平方公里1,270.3人。